# 大人的DS腦力鍛鍊
《東北大學未來科學技術共同研究中心川島隆太教授監修 大人的DS腦力鍛鍊》（簡稱「腦鍛」、“脑锻炼”，或有民間譯名另稱「腦白金」）是由任天堂與從事腦力鍛鍊研究多年的東北大學未來科學技術共同研究中心教授川島隆太合作製作發行的益智遊戲軟體。
本游戏为通过一组智力游戏，用以判断玩家的“大脑年龄”。
本作剛開始發售的時候並未被看好；然而這部由五個人僅用了三個多月時間就完成了開發工作的作品，在上市之後獲得熱烈回響。在日本國內甚至形成了口耳相傳的社會效應，許多過去從來沒有接觸過遊戲的人為了體驗一下這款傳說中的遊戲購入了任天堂DS主機，從而令軟硬體皆出現了異常的熱銷景象。也有人认为其冗长的作品标题名也是受到人们关注的焦点之一。
截至2006年10月底為止，本作及其續作《東北大學未來科學技術共同研究中心川島隆太教授監修 更多的大人的DS腦力鍛鍊》在日本國內銷售量均達到300萬套之譜。
時隔多年自3DS魔鬼鍛鍊推出新作，以同樣系列將新作命名為「川島隆太教授監修 大人的Switch腦力鍛鍊（東北大学加齢医学研究所川島隆太教授監修 脳を鍛える大人のNintendo Switchトレーニング）」，於2019年9月30日公佈新作，推出平台為任天堂Switch於2019年12月27日在日本發售。

## 外部連結
- 官方網站 （页面存档备份，存于）